# تتراهیدروهارمان
تتراهیدروهارمان (به انگلیسی: Tetrahydroharman) با فرمول شیمیایی C۱۲H۱۴N۲ یک ترکیب شیمیایی با شناسه پاب‌کم ۴۴۲۰۲۵ است. که جرم مولی آن ۱۸۶٫۲۵۲۹۶ g/mol می‌باشد. 